# Лонгобукко, Сильвио
Сильвио Лонгобукко (итал. Silvio Longobucco; 5 июня 1951, Скалея, Козенца, Италия — 2 апреля 2022, Скалея, Козенца, Италия) — итальянский футболист, играл на позиции левого защитника.

## Биография

### Игровая карьера
Лонгобукко начал карьеру в клубе «Тернана», за который играл в течение двух сезонов. 
В 1971 году перешёл в «Ювентус», за который играл в течение четырёх сезонов и выиграл 3 скудетто. В составе «старой синьоры» он долго был резервным игроком, но в сезоне 1973/74 смог закрепиться в основном составе «Юве». В том сезоне он выходил в основном составе 31 раз, из которых 24 раза были в Серии A. Лонгобукко играл в финале Кубка европейских чемпионов 1973 года, в котором «Ювентус» проиграл со счётом 1:0 нидерландскому «Аяксу».
В 1975 году перешёл в «Кальяри», за который играл в течение семи сезонов, добившись в 1979 году возвращения в Серию A. Всего за «островитян» в общей сложности сыграл 192 матча и забил 2 гола. Заключительным клубом в карьере для Лонгобукко стала «Козенца», в которой в 1983 году завершил карьеру.

### Смерть
Скончался 2 апреля 2022 года в возрасте 70 лет.

## Достижения
- Чемпион Италии (3) : 1971/72, 1972/73, 1974/75